# FIAB
La FIAB, Federazione Italiana Amici della Bicicletta (Federación Italiana de Amigos de la Bicicleta), es una organización ambiental que reúne a más de ciento veinte asociaciones locales en toda Italia, que tienen como objetivo principal la difusión de la bicicleta, considerado un medio de transporte ecológico, dentro de un marco de mejora del medio ambiente (urbano o rural).
FIAB, incluso a través de sus asociaciones, instó a la toma de decisiones públicas (lobbying) sobre las acciones y medidas en favor de la habitabilidad urbana, promoviendo el movimiento cómodo y seguro en bicicleta.
En FIAB insta particularmente a la implementación de carriles para bicicletas, para calmar el tráfico, las políticas de fomento, con el uso combinado de la bicicleta y el transporte público y mucho más.
La Federación promueve el uso de la bicicleta, tanto como medio de transporte diario para mejorar el tráfico y el entorno urbano, tanto para la práctica del senderismo en una forma de turismo que respeten el medio ambiente.
FIAB ha sido reconocido por el Ministerio de Medio Ambiente como una asociación de protección del medio ambiente (artículo 13 de la Ley n. 349/86), ha sido reconocido por el Ministerio de organización de Infraestructura con probada experiencia en el campo de la prevención y la seguridad vial forma parte de la Nacional de Seguridad Vial y mesa debate con las asociaciones creadas por Trenitalia.
FIAB es miembro de la Federación europea de ciclistas.
En este contexto, la FIAB trabaja en el proyecto de la red de ciclo rutas EuroVelo y ha estudiado y planificado la red nacional de ciclovias Bicitalia. FIAB se adhiere a Co.Mo.Do, miembro de la Confederazione della Mobilità Dolce (Confederación Movilidad Dolce) y colabora en las iniciativas de las rutas de recuperación de vías férreas abandonadas.
FIAB también colabora con los ministerios, las regiones y varias otras organizaciones.
El Grupo Técnico interno formado por los planificadores, ingenieros, arquitectos, es compatible con una serie de organizaciones en la realización de investigaciones, estudios de proyectos en bicicleta y la movilidad sostenible.